# Парламентарни избори у Србији 2023.
Парламентарни избори у Србији одржани су 17. децембра 2023. на којима су изабрани посланици у Народној скупштини. Првобитно су били планирани за 30. април 2026, али је председник Србије Александар Вучић расписао ванредне изборе након што је претходно најавио да би избори могли бити одржани 2023. или 2024. Поред парламентарних, одржани су покрајински и локални избори у 65 градова и општина, укључујући и главни град Београд.
Српска напредна странка (СНС) дошла је на власт после избора 2012. када је образовала коалициону владу са Социјалистичком партијом Србије. На парламентарним изборима 2022. СНС је изгубила скупштинску већину, док су се опозиционе странке вратиле у Народну скупштину. Другопласирани савез Уједињени за победу Србије распуштен је убрзо после избора. Ана Брнабић, која је на функцији председника Владе од 2017, и њена трећа влада инаугурисани су у октобру 2022. Влада Ане Брнабић је доживела неколико промена у 2023: Бранко Ружић је поднео оставку, а Раде Баста је смењен. Влада је такође била суочена са кризом на северу Косова и Метохије и од маја 2023. антивладиним протестима, који су покренути након вишеструког убиства у ООШ „Владислав Рибникар” и околини Младеновца и Смедерева.
Опозиционе странке које су организовале протесте формирале су у октобру коалицију Србија против насиља. Кампања је наишла на пораст политичких тензија, поларизацију и застрашивање бирача. Кандидати су водили кампању о питањима као што су борба против криминала и корупције, смањење инфлације и Охридски споразум. Иако није био кандидат и више није председник СНС, Вучић је углавном представљао СНС током кампање. Републичка изборна комисија прогласила је 18 изборних листа за парламентарне изборе.
Мониторинг и невладине организације објавиле су да је изборни дан обележен изборним крађама, углавном у Београду. Избори су довели до тога да је СНС повратила скупштинску већину, упркос истраживањима јавног мњења која су предвидела пад подршке, док је СПС претрпела најгоре резултате од избора 2007. Ми — Глас из народа Бранимира Несторовића такође је постала заступљена у Народној скупштини.

## Позадина
Популистичка коалиција, предвођена Српском напредном странком (СНС), дошла је на власт након избора 2012, заједно са Социјалистичком партијом Србије (СПС). Александар Вучић, који је у почетку био потпредседник Владе, а касније и председник Владе, изабран је за председника на изборима 2017. и потом поново 2022. Од његовог доласка на власт, посматрачи су оценили да се Србија суочила са демократским назадовањем у ауторитаризам, праћеним падом слободе медија и грађанских слобода. Године 2023. Институт В-Дем је Србију категорисао као изборну аутократију, док је Freedom House објавио да је СНС „угрозила политичка права и грађанске слободе, извршила притисак на независне медије, опозицију и организације цивилног друштва“.
Коалиција Заједно можемо све, коју је предводила СНС, изгубила је скупштинску већину на парламентарним изборима 2022, на којима је учествовало укупно дванаест изборних листа, укључујући и опозиционе, које су прешле цензус од 3 одсто. Невладине организације и организације за праћење избора известиле су да је током дана гласања дошло до изборних неправилности. После избора, распуштена је коалиција Уједињени за победу Србије (УЗПС), која је заузела друго место.
Ана Брнабић, која је на функцији председника Владе од 2017, и њена трећа влада положили су заклетву 26. октобра 2022. Раде Баста, министар у влади Брнабићеве, у марту 2023. изразио је подршку увођењу санкција Русији. СПС и Јединствена Србија (ЈС) су касније поднели предлог за његову смену, који је и прошао. У мају 2023. Вучића је на месту председника СНС наследио Милош Вучевић.

### Криза на северу Косова и Метохије
Почев од јула 2022, тензије између Београда и Приштине су појачане, пре свега због истека једанаестогодишњег рока важења докумената за аутомобиле. После преговора са дипломатским представницима Европске уније у августу, постигнут је договор о аутомобилским документима. Споразум је ступио на снагу 1. септембра, а рок за добијање нових докумената за аутомобиле је одређен до 31. октобра 2022. Предложени споразум за нормализацију тензија, неформално познат као Охридски споразум, послали су Београду и Приштини Женс Пиотнер и Емануел Бон, док је његов садржај процурио у септембру 2022. Постојање овог споразума потврдили су званичници Београда и Приштине месец дана касније. Непосредно пре истека рока за документацију о аутомобилима, Аљбин Курти, председник Владе Републике Косово, најавио је да ће, уместо договореног, имплементација бити спроведена у фазама до 21. априла 2023. У знак протеста због тог саопштења, стотине Срба на местима полицајаца, градоначелника и политичара Српске листе поднело је оставке на своје функције. Други споразум је постигнут у новембру 2022, након преговора са Европском унијом, којим је договорено да регистарске таблице које издаје Србија и даље биду у употреби на северу Косова и Метохије.
Након тврдњи да је Регионална јединица за оперативну подршку (РОСУ) у децембру 2022. извршила рацију у северном делу Косовске Митровице који већински настањују Срби, Србија је најавила да ће поднети захтев КФОР-у за распоређивање српских снага на Косову и Метохији према Резолуцији 1244 СБ УН. Влада Републике Косово одбацила је тврдњу да је РОСУ ушла у северни део Косовске Митровице, док је КФОР одбио захтев Србије за распоређивање српских снага. Убрзо су постављене барикаде на северу Косова и Метохије и организовани протести у Београду у знак подршке Србима на Косову и Метохији. Настављени су преговори Београда и Приштине, а у марту 2023. Вучић и Курти су се усмено договорили о примени Охридског споразума.
Дана 24. септембра 2023. десио се оружани сукоб у Бањској, насељу на северу Косова и Метохије. У сукобу су погинули један службеник Полиције Косова и три Србина. Милан Радоичић, предузетник и члан Српске листе, признао је учешће у сукобу, а касније га је ухапсила Влада Србије, али је Врховни суд одбио предлог за одређивање притвора Радоичићу од 30 дана и на крају је пуштен. Као одговор на сукоб, Србија је прогласила национални дан жалости за 27. септембар због погибије људи на северу Косова и Метохије. Приштински званичници су тврдили да су српски учесници у сукобу имали блиске односе са Вучићем и Владом Србије. Европски парламент је усвојио и резолуцију о увођењу мера против Србије уколико се докаже да је директно умешана у сукоб.

### Протести 2023.
У мају 2023. догодило се вишеструко убиство у ООШ „Владислав Рибникар” и околини Младеновца и Смедерева. Влада је одговорила усвајањем мера као што су строжи прописи о поседовању оружја и запошљавање 1.200 полицајаца у школама. Бројни грађани су критиковали Владу, посебно због изјаве Бранка Ружића, министра просвете, који је рекао да је у пуцњави „евидентан канцероген, погубан утицај интернета, видео-игрица и западних вредности”, а потом и Брнабићеве, која је на тврдње да је власт могла да заустави пуцњаву рекла да „систем није заказао”.
Покренути су масовни протести под називом Србија против насиља, који су почели 8. маја. Десетине хиљада људи је присуствовало протестима. На протестима нису примећена обележја било које странке, упркос чињеници да их организују Демократска странка (ДС), Не давимо Београд (НДБ), Странка слободе и правде (ССП), Народна странка (Народна) и Заједно. Као одговор на протесте Србија против насиља, Вучић је 26. маја одржао скуп у организацији СНС-а. Један број пољопривредника је такође протестовао од 16. до 20. маја. Протести су континуирано организовани у Београду и другим градовима од маја до новембра 2023.
Као одговор на убиства, а дан пре почетка протеста, Ружић је најавио оставку. Ђорђе Милићевић је именован за вршиоца дужности министра, а крајем јула 2023. наследила га је Славица Ђукић Дејановић. Као један од захтева протеста, организатори су почетком јула 2023. у Народној скупштини покренули предлог за разрешење министра Братислава Гашића, али тај предлог није успео.

## Изборни систем
250 посланика Народне скупштине бира се по затвореној листи пропорционалног изборног система из једне изборне јединице у целој земљи. Бирачи са правом гласа гласају за изборне листе на којима се налазе кандидати прихваћених листа. На једној изборној листи може бити присутно највише 250 кандидата. Изборну листу може поднети регистрована политичка странка, коалиција политичких странака или група грађана. Да би се предала изборна листа, мора се прикупити најмање 10.000 важећих потписа, односно 5.000 за странке етничких мањина. Најмање 40 одсто кандидата на изборним листама морају бити жене. Изборну листу подноси њен изабрани представник или представници. Изборна листа би могла да буде одбијена, након чега они који су је поднели могу да отклоне недостатке у року од 48 сати, или бити одбијена ако лице није овлашћено да предлаже кандидате. Назив и датум избора, имена изборних листа и њихових представника, као и подаци о начину гласања налазе се само на гласачком листићу.
Републичка изборна комисија (РИК), локалне изборне комисије и бирачки одбори надгледају изборе. Посланички мандати се додељују по Д’Онтововом систему са изборним цензусом од 3 одсто, који не важи за странке етничких мањина. Мандати се распоређују тако што се укупан број гласова који је добила изборна листа која учествује у расподели мандата подели са сваким бројем од један до 250. Ако две или више изборних листа добију исте количнике на основу којих се расподељује мандат, предност има листа која је добила већи број гласова. Посланички мандати се додељују кандидатима са изборних листа по редоследу, почев од првог кандидата са изборне листе.
Парламентарне изборе расписује председник Србије, који такође треба да саопшти датум одржавања и притом распусти Народну скупштину. Према закону, следећи парламентарни избори требало је да се одрже до 30. априла 2026, уз могућност одржавања ванредних избора. Да би гласало, лице мора да буде држављанин и становник Србије и да има најмање 18 година. Они који живе у иностранству имају могућност да гласају у дипломатским представништвима. Најмање пет дана пре избора грађани се обавештавају о избору: добијају информације о дану и времену одржавања избора и адреси бирачког места на коме могу да гласају. Изборна тишина почиње два дана пре гласања и траје до затварања свих бирачких места. Током изборног дана, бирачи са правом гласа могу да гласају од 7 (UTC+1) до 20 часова, али ако се бирачко место отвори после 7 часова, гласање се онда продужава за време за које је отварање бирачког места одложено. Бирачи који нису у могућности да гласају на бирачком месту услед тешке болести, старости или инвалидитета треба да обавесте бирачки одбор о жељи да гласају ван бирачког места од 7 до 11 часова.

### Датум избора
У априлу 2023. лист Данас је објавио да би парламентарни, локални, покрајински и избори за одборнике Скупштине града Београда могли да буду одржани већ у новембру 2023. Након почетка протеста 2023, Вучић је изјавио да би ванредни избори могли бити одржани пре септембра 2023. Месец дана касније, рекао је да је „сада јасно да ћемо имати ванредне парламентарне изборе, само је питање времена када ће они бити одржани”. У јулу 2023. Вучић је на конференцији за новинаре рекао да би ванредни избори „могли да буду у септембру или децембру ако се опозиционе странке договоре. Ако не, имаћемо опште изборе у априлу или мају када су и локални и покрајински избори”. По закону, покрајински избори у Војводини и редовни локални избори могли би да буду одржани до 30. јуна 2024. Месец дана касније, у августу, Вучић је рекао да ће покрајински и локални избори „свакако бити одржани у наредних шест-седам месеци”, као и да ће „највероватније бити одржани и парламентарни избори”.
У септембру 2023. новине Нова и новински портал N1 објавили су да би локални, покрајински и парламентарни избори могли бити одржани већ 19. децембра 2023. Вучић и Вучевић су 5. септембра одржали и скуп са званичницима Војводине. Вучић је крајем септембра најавио да ће избори бити расписани у децембру 2023. како би били одржани 4. марта 2024. Он је потом најавио, прво у септембру а затим поново у октобру, да би избори могли бити одржани 17. децембра 2023. Одлука о одржавању ванредних избора потврђена је 28. септембра на седници Владе. Да би избори били 17. децембра, Влада Србије је морала да формално предложи распуштање Народне скупштине између 18. октобра и 2. новембра. Председник Србије је тада имао 72 сата да одлучи да ли ће распустити Народну скупштину или не. Међутим, званични период кампање трајао би само 45 дана ако би избори били расписани 2. новембра. Дана 30. октобра Влада Србије упутила је Вучићу предлог за распуштање Народне скупштине и одржавање локалних избора у 65 градова и општина. Вучић је 1. новембра распустио Народну скупштину и расписао изборе за 17. децембар. Званични период кампање траје 46 дана. Огњен Радоњић, професор Филозофског факултета, и Драган Поповић, директор Центра за практичну политику, сматрају да је оружани сукоб у Бањској један од главних разлога зашто је Вучић расписао ванредне изборе. Скупштина Аутономне Покрајине Војводине је такође распуштена 16. новембра, одредивши и покрајинске изборе за 17. децембар.
Избори 2023. су први парламентарни избори од 2007, који су одржани 21. јануара, који ће се одржати у зимској сезони. Дејан Бурсаћ, сарадник у настави на Институту за политичке студије, тврди да владајуће странке „избегавају зиму за гласање јер су гласачи незадовољнији, а не може се ни излазност лако контролисати због временских прилика и уз то су повећани трошкови људима”. Ивана Петронијевић Терзић, новинарка Демостата, такође је као један од разлога навела повећану инфлацију, веће рачуне због грејања, горе временске прилике, али и рекла да би у „нормалним околностима и демократској атмосфери” ови разлози били проблем. У припремама за изборе, РИК је 13. октобра почео набавку изборне опреме, укључујући гласачке кутије, УВ лампе и спрејеве за прсте.

### Изборни услови
У септембру 2023. група опозиционих странака, посланичке групе Правац Европа (ПЕ) и Зелено-леви фронт (ЗЛФ) послале су заједничко писмо Организацији за европску безбедност и сарадњу (ОЕБС) и другим посматрачима избора у Србији, са захтевом за изјашњавање о изборним условима за предстојеће изборе. ПЕ и ЗЛФ су навели да су се услови погоршали од избора 2022, додавши да би их требало „сматрати неслободним и недемократским уколико се спроведу без испуњених препорука из извештаја Канцеларије за демократске институције и људска права (ОДИХР)”. У интервјуу за Инсајдер политиколог Цвијетин Миливојевић је такође тврдио да су услови „можда чак и гори”, али и додао да је због кратког трајања кампање „немогуће поправити те услове”. Бурсаћ и Јована Ђурбабић, из невладине организације за мониторинг Црта, као три главна проблема изборних услова у Србији навеле су „неједнак приступ медијима, функционерску кампању и контролу самих избора на бирачком месту”.
Након ПЕ и ЗЛФ, Брнабић је у октобру 2023. позвала ОЕБС и ОДИХР да прате изборе, уз тврдњу да су опозиционе странке „неозбиљне и покушавају да увуку страни фактор у изазивање хаоса” и да „желе да створе перцепцију да у Србији не постоји адекватан правни оквир за слободне, фер и демократске изборе”. Брнабићева је тврдила да је „имплементирано 79 одсто препорука ОДИХР-а” и да су изборни услови побољшани. Црта је у својој анализи тврдила да су услови побољшани само у административним аспектима и да препоруке које се односе на притисак бирача, злоупотребу јавних ресурса и медијско праћење остају неиспуњене. ДС је упутио још један захтев ОЕБС-у у октобру 2023. ОДИХР је најавио да ће надгледати изборе и да ће распоредити 30 дугорочних посматрача и 250 посматрача који ће пратити изборе на дан одржавања. Кровна организација младих Србије (КОМС) и делегација Парламентарне скупштине Савета Европе најавили су да ће пратити изборе у Србији.
Одбор за културу и информисање Народне скупштине изменио је забрану функционерске кампање, продуживши је на 30 дана, у оквиру предлога измена Закона о јавном информисању и медијима које је Народна скупштина усвојила 26. октобра. Истог дана Народна скупштина је именовала и генералног директора Народног позоришта Светислава Гонцића, политиколога Александра Милосављевића, професора Драгана Вучинића, политиколога Јованку Матић, саветника за науку Слободана Првановића, професора Бранка Ракића, правног саветника Миодрага Савовића, професора Бојана Тубића, научника Војина Вучићевића и оперског певача Александра Стаматовића као чланове Надзорног одбора за изборну кампању, који је формиран 13. новембра.
Средином новембра 2023. ОДИХР је саопштио да је затражио прикупљање гласова грађана Србије на Косову и Метохији. Курти је одговорио да „Косово и Србија морају да постигну посебан споразум како би припадници српске заједнице на Косову, који имају двојно држављанство, могли да гласају на територији Косова на српским парламентарним изборима”. РИК је 23. новембра саопштила да не постоје услови за организовање избора на Косову и Метохији, као и да би они са двојним држављанством могли да остваре своје бирачко право у Врању, Куршумлији, Рашкој и Тутину. Европска унија критиковала је одбијање Владе Републике Косово да одржи парламентарне изборе на територији Косова и Метохије.

### Политичке странке
Табела испод приказује политичке странке и коалиције Народне скупштине које су изабране након парламентарних избора 2022. Од 19 изборних листа, само 7 их је прешло цензус од 3 одсто, као и додатних 5 листа националних мањина. Званични резултати одложени су до 5. јула због поновљеног гласања у Великом Трновцу, где су се за мандат у Народној скупштини бориле СПС и Коалиција Албанаца Прешевске долине (КАПД), коју је предводила Партија за демократско деловање. На петом поновљеном избору, одржаном 30. јуна, КАПД је освојила довољно гласова како би се добила мандат у Народној скупштини.
| Назив | Назив                              | Идеологија                 | Политичка позиција        | Вођа                         | Резултат 2022. | Резултат 2022. |
| Назив | Назив                              | Идеологија                 | Политичка позиција        | Вођа                         | Гласови (%)    | Мандати        |
| ----- | ---------------------------------- | -------------------------- | ------------------------- | ---------------------------- | -------------- | -------------- |
|       | Заједно можемо све                 | популизам                  | велики шатор              | Александар Вучић             | 44,27%         | 120 / 250      |
|       | Уједињени за победу Србије         | антикорупција              | центар                    | Мариника Тепић               | 14,09%         | 38 / 250       |
|       | СПС—ЈС—ЗС                          | популизам                  | велики шатор              | Ивица Дачић                  | 11,79%         | 31 / 250       |
|       | Национално демократска алтернатива | национални конзервативизам | десница                   | Милош Јовановић              | 5,54%          | 15 / 250       |
|       | Морамо                             | зелена политика            | леви центар до левице     | Небојша Зеленовић            | 4,84%          | 13 / 250       |
|       | Двери—ПОКС                         | српски национализам        | десница до крајње деснице | Бошко Обрадовић              | 3,92%          | 10 / 250       |
|       | Заветници                          | ултранационализам          | крајња десница            | Милица Ђурђевић Стаменковски | 3,82%          | 10 / 250       |
|       | Савез војвођанских Мађара          | мањинска права             | мањинска права            | Иштван Пастор                | 1,63%          | 5 / 250        |
|       | Странка правде и помирења          | мањинска права             | мањинска права            | Усаме Зукорлић               | 0,97%          | 3 / 250        |
|       | ДСХВ—ЗЗВ                           | мањинска права             | мањинска права            | Томислав Жигманов            | 0,65%          | 2 / 250        |
|       | СДА Санџака                        | мањинска права             | мањинска права            | Сулејман Угљанин             | 0,56%          | 2 / 250        |
|       | Партија за демократско деловање    | мањинска права             | мањинска права            | Шаип Камбери                 | 0,27%          | 1 / 250        |

### Предизборни састав
Прва седница тринаестог сазива Народне скупштине одржан је 1. августа 2022. на којој је формализован парламентарни састав. Дана 2. августа Владимир Орлић из СНС-а изабран је за председника Народне скупштине, док су Сандра Божић (СНС), Снежана Пауновић (СПС), Елвира Ковач (Савез војвођанских Мађара), Усаме Зукорлић (Странка правде и помирења), Божидар Делић (Национално демократска алтернатива), Борко Стефановић (ССП) и Зоран Лутовац (ДС) изабрани за потпредседнике. Делић убрзо након преузимања функције преминуо, а у новембру 2022. заменио га је Војислав Михаиловић. Састав Народне скупштине се знатно променио од прве седнице у августу 2022. Последња седница тринаестог сазива одржана је од 23. до 26. октобра.
| Странка | Странка                                           | Мандати |
| ------- | ------------------------------------------------- | ------- |
|         | Александар Вучић — Заједно можемо све             | 109     |
|         | Ивица Дачић — Социјалистичка партија Србије (СПС) | 23      |
|         | Правац Европа — ССП, ПСГ, Преокрет, Слога         | 15      |
|         | НАДА — Нова ДСС — ПОКС                            | 14      |
|         | Демократска странка — ДС                          | 10      |
|         | Јединствена Србија — Драган Марковић Палма        | 8       |
|         | Народна странка                                   | 8       |
|         | НПС—ЕУ—НЛС                                        | 8       |
|         | Заветници                                         | 8       |
|         | Социјалдемократска партија Србије                 | 7       |
|         | ПУПС — Солидарност и правда                       | 6       |
|         | За помирење СПП—УСС—ДСХВ                          | 6       |
|         | Двери—ПОКС                                        | 6       |
|         | Морамо — Заједно                                  | 5       |
|         | Савез војвођанских Мађара                         | 5       |
|         | Зелено-леви фронт                                 | 5       |
|         | Народни посланици без посланичке групе            | 7       |

## Изборне листе
Распуштањем Народне скупштине и расписивањем избора за 17. децембар, рок за подношење изборних листа одређен је за 26. новембар. РИК ће 1. децембра објавити коначан број предатих изборних листа. У следећој табели налазе се изборне листе које је потврдила РИК и које ће учествовати на парламентарним изборима 2023. РИК је одбацила изборне листе које су поднели ПЕП, који је своју изборну листу предао на две странке буњевачке мањине, и Павла Бихалија из Руског мањинског савеза који води Левијатан.
М — листа националне мањине
| Бр. | Назив | Назив | Први на листи                | Главна идеологија          | Политичка позиција     | Потписи | Напомена |
| --- | ----- | --- | ---------------------------- | -------------------------- | ---------------------- | ------- | -------- |
| 1.  |       | - Александар Вучић — Србија не сме да стане - СНС, СДПС, ПС, ПУПС, СНП, СПО, НСС, УСС, ЗС, ПСС—БК, СДП, СЛ, ССД, СД, ССС                                                                                                   | Милош Вучевић                | популизам                  | велики шатор           | 88.083  |          |
| 2.  |       | - Ивица Дачић — Премијер Србије - СПС, ЈС, ЗС | Ивица Дачић                  | популизам                  | велики шатор           | 19.618  |          |
| 3.  |       | - др Војислав Шешељ — Српска радикална странка - СРС | Војислав Шешељ               | ултранационализам          | крајња десница         | 10.638  |          |
| 4.  |       | - Милица Ђурђевић Стаменковски — Бошко Обрадовић — Национално окупљање — Државотворна снага — Српска странка Заветници — Српски покрет Двери - Заветници, Двери, БПС                                                       | Милица Ђурђевић Стаменковски | ултранационализам          | крајња десница         | 11.896  |          |
| 5.  |       | - др Милош Јовановић — НАДА за Србију — Српска коалиција НАДА — Национално демократска алтернатива — Нова демократска странка Србије (Нови ДСС) — Покрет обнове Краљевине Србије (ПОКС) — Војислав Михаиловић - НДСС, ПОКС | Милош Јовановић              | национални конзервативизам | десница                | 10.381  |          |
| 6.  |       | - Савез војвођанских Мађара — За нашег председника, за нашу заједницу, за будућност! - СВМ | Балинт Пастор                | мањинска права             | десни центар           | 11.137  | М        |
| 7.  |       | - Србија против насиља — Мирослав Мики Алексић — Мариника Тепић - ССП, НПС, ЗЛФ, ДС, Заједно, СРЦЕ, ЕУ, ПСГ, НЛС, ГДП, ПЗП, УСС Слога, Отаџбина, РП                                                                        | Радомир Лазовић              | антикорупција              | велики шатор           | 17.680  |          |
| 8.  |       | - Усаме Зукорлић — Уједињени за правду — Странка правде и помирења — Бошњаци Санџака — Томислав Жигманов — Демократски савез Хрвата у Војводини - СПП, ДСХВ                                                                | Усаме Зукорлић               | мањинска права             | мањинска права         | 5.580   | М        |
| 9.  |       | - СДА Санџака — др Сулејман Угљанин - СДАС | Селма Кучевић                | мањинска права             | десница                | 5.369   | М        |
| 10. |       | - Заједно за будућност и развој — Коалиција за мир и толеранцију - ЗБР, ВНС, ГСМ, ДЗХ, ГСГС, ВП, СЦГ, БГС, ТС, СЈ, УЖРНМС, УБР                                                                                             | Јахја Фехратовић             | мањинска права             | мањинска права         | 5.373   | М        |
| 11. |       | - Народна странка — Сигуран избор. Озбиљни људи — Вук Јеремић, др Санда Рашковић Ивић, Синиша Ковачевић, Владимир Гајић, Марина Липовац Танасковић - Народна                                                               | Вук Јеремић                  | конзервативизам            | десница                | 11.904  |          |
| 12. |       | - Саша Радуловић (Доста је било — ДЈБ) — Душко Вујошевић, Борис Тадић (Социјалдемократска странка — СДС) — Ана Пејић (Отете бебе) — Добро јутро Србијо - ДЈБ, СДС, ОБАП                                                    | Саша Радуловић               | анти-Охридски споразум     | анти-Охридски споразум | 10.534  |          |
| 13. |       | - Политичка борба Албанаца се наставља — Шаип Камбери - ПДД, ДП, ПДП, ДУА | Шаип Камбери                 | мањинска права             | мањинска права         | 5.242   | М        |
| 14. |       | - Ми — Глас из народа, проф. др. Бранимир Несторовић - МИ—ГИН | Бранимир Несторовић          | русофилство                | десница                | 10.104  |          |
| 15. |       | - Србија на западу — Зоран Вулетић — Немања Милошевић — Да се струка пита — Владимир Ковачевић - Нова—Д2СП, ГДФ, Либдем, Глас                                                                                              | Владимир Ковачевић           | проевропеизам              | центар                 | 10.328  |          |
| 16. |       | - Руска странка — Слободан Николић - РС, НКПЈ | Слободан Николић             | русофилство                | русофилство            | 5.211   | М        |
| 17. |       | - Чедомир Јовановић — Мора другачије - ЛДП | Чедомир Јовановић            | либерализам                | центар                 | 10.300  |          |
| 18. |       | - Албанска демократска алтернатива — Уједињена долина - АЗП, ПР | Висар Мехмети                | мањинска права             | мањинска права         | 5.945   | М        |

## Резултати
Укупно 6.500.666 грађана имају право гласа на парламентарним изборима. Од укупно 8.273 бирачка места, бирачи у иностранству могу да гласају на 81. бирачком месту у 35 различитих држава. За учешће на изборима у иностранству пријавило се 32.216 особа с двојим држављанством. У Канади, Португалији, САД и Уједињеном Краљевству гласање је одржано 16. децембра од 7 до 20 часова. На дан избора, 17. децембра, бирачка места ће бити отворена од 7 до 20 часова. Након објављивања укупног извештаја о изборима, РИК мора кандидатима доделити мандате у Народној скупштини за мање од 10 дана.
|                                      |                                      |           |        |       |         |      |
| Странка, коалиција или група грађана | Странка, коалиција или група грађана | Гласови   | %      | +/–   | Мандати | +/–  |
|                                      | Србија не сме да стане               | 1.783.701 | 48,07  | +3,8  | 129     | +9   |
|                                      | Србија против насиља                 | 902.450   | 24,32  | +5,39 | 65      | +25  |
|                                      | Ивица Дачић — Премијер Србије        | 249.916   | 6,73   | –5,06 | 18      | –13  |
|                                      | Национално демократска алтернатива   | 191.431   | 5,16   | –0,38 | 13      | –1   |
|                                      | Ми — Глас из народа                  | 178.830   | 4,82   | нова  | 13      | +12  |
|                                      | Национално окупљање                  | 105.165   | 2,83   | –4,91 | 0       | –16  |
|                                      | Савез војвођанских Мађара            | 64.747    | 1,74   | +0,13 | 6       | +1   |
|                                      | Српска радикална странка             | 55.782    | 1,50   | –0,72 | 0       | 0    |
|                                      | Добро јутро Србијо                   | 45.079    | 1,21   | –2,85 | 0       | 0    |
|                                      | Народна странка                      | 33.388    | 0,90   | нова  | 0       | –12  |
|                                      | СПП—ДСХВ                             | 29.066    | 0,78   | –0,84 | 2       | –1   |
|                                      | Странка демократске акције Санџака   | 21.827    | 0,59   | +0,03 | 2       | 0    |
|                                      | Политичка борба Албанаца се наставља | 13.501    | 0,36   | +0,08 | 1       | 0    |
|                                      | РС—НКПЈ                              | 11.369    | 0,31   | нова  | 1       | нова |
|                                      | Мора другачије                       | 9.243     | 0,25   | нова  | 0       | нова |
|                                      | Коалиција за мир и толеранцију       | 6.786     | 0,18   | нова  | 0       | –1   |
|                                      | Нова—Д2СП—ГДФ—Либдем—Глас            | 5.462     | 0,15   | нова  | 0       | 0    |
|                                      | Албанска демократска алтернатива     | 3.235     | 0,09   | 0     | 0       | 0    |
| Укупно                               | Укупно                               | 3.710.978 | 100,00 | —     | 250     | 0    |
|                                      |                                      |           |        |       |         |      |
| Важећи гласови                       | Важећи гласови                       | 3.710.978 | 97,13  |       |         |      |
| Неважећи/празни гласови              | Неважећи/празни гласови              | 109.768   | 2,87   |       |         |      |
| Укупни гласови                       | Укупни гласови                       | 3.820.746 | 100,00 |       |         |      |
| Регистровани бирачи/излазност        | Регистровани бирачи/излазност        | 6.500.666 | 58,77  |       |         |      |
| Извори: Републичка изборна комисија  |                                      |           |        |       |         |      |